# Polyplectropus inaequalis
Polyplectropus inaequalis är en nattsländeart som beskrevs av Georg Ulmer 1927. Polyplectropus inaequalis ingår i släktet Polyplectropus och familjen fångstnätnattsländor. Inga underarter finns listade i Catalogue of Life.